# Sturmgeschütz IV
Das Sturmgeschütz IV (Sd.Kfz. 167/ StuG IV) war ein Sturmgeschütz, das während des Zweiten Weltkrieges von der Sturmartillerie der deutschen Wehrmacht eingesetzt wurde.

## Vorgeschichte
Die Historie des Sturmgeschütz IV beginnt mit einer Krupp-Entwurfszeichung (Nr. W 1468) im Februar 1943. Hierbei wurde die Montage eines StuG-III-Aufbaus Ausf. F auf einem noch nicht in Produktion befindlichen 9/BW-Fahrgestell durchdacht. Die Wanne war in diesem Entwurf mit einer bis zum Geschütz heraufreichenden 50 mm starken und 56° geneigten Frontpanzerplatte versehen. Die Bugpanzerung sollte auf 80 mm verstärkt werden. Der Fahrer sollte durch ein Winkelspiegel-Periskop schauen.
Am 5. Februar antwortete Krupp auf eine Anfrage an das Oberkommando des Heeres (OKH), das Heeresamt und deren Abteilung WaPrüf 6/II, dass eine Änderung des Panzer IV zum Sturmgeschütz kein Einsparungspotential bringen würde und dass die Umstellung der Fertigung auf geneigte Panzerung im laufenden Produktionsprozess im Zeitraum Frühjahr/Sommer 1943 nicht denkbar war, da die Panzerproduktion zum Erliegen kommen würde, was nicht akzeptabel erschien. Damit war die Entwicklung eines Sturmgeschützes IV vorläufig beendet.
Die alliierten Luftangriffe auf Berlin im September 1943, die auch den Altmärkischen Kettenwerken (Alkett) in Berlin-Borsigwalde galten, änderten die Situation. Die Wehrmacht war seit 1942 zunehmend in Abwehr- und Rückzugskämpfe verwickelt. Der Bedarf an den für die Infanterieunterstützung und zur Panzerabwehr besonders geeigneten Sturmgeschützen war stärker gestiegen als jener an Kampfpanzern. Umso problematischer war der zeitweilige Ausfall der Fertigung in Berlin.

## Entwicklung
Schon im Sommer 1943 hatte Hitler anlässlich einer Konferenz vom 19. bis 22. August gefordert, einen Panzerjäger mit verstärktem Panzerschutz auf Basis des Panzer-IV-Fahrgestells zu entwickeln. Diese Forderung führte zum Jagdpanzer IV. Nach den Angriffen auf die Alkett-Werke wurde in einer Besprechung am 6. und 7. Dezember 1943 vorgeschlagen, die Produktionsausfälle des Werks durch die kurzfristige Montage von vorhandenen Aufbauten des Sturmgeschützes III auf Fahrgestellen von Panzerkampfwagen IV auszugleichen. In der Besprechung wurde diskutiert, dass diese Fahrzeuge als Ersatz an Panzerverbände ausgegeben werden konnten, welche bisher nur mit diesem Panzertyp ausgerüstet waren. Die Werkstattkompanien wären damit bei der Beschaffung von Ersatzteilen und den unveränderten Wartungsanforderungen nicht mehr belastet als bisher.
Das Munitionsministerium hatte bis zum 15. Dezember notfallmäßig bei Daimler-Benz in Berlin-Marienfelde einen Sturmgeschütz-III-Aufbau auf ein BW-Fahrgestell (Panzer IV) montieren lassen. Hierzu äußert sich der Ingenieur Woelfert von der Abteilung Krupp A.K. in einem Schreiben vom 11. Dezember mit der Aussage, dass ein Konstrukteur der Abteilung Lanz, welcher an den Zeichnungen arbeitete, ab dem 13. Dezember von einem weiteren Konstrukteur unterstützt werden sollte. Außerdem schrieb er, dass man vom Grusonwerk verlangte, noch im Dezember 1943 fünfzig Fahrzeuge auszuliefern.
Konzeptionell wurde das unveränderte Panzerfahrgestell übernommen, doch der kürzere Aufbau des auf dem kürzeren Panzer III basierenden Sturmgeschützes III erforderte eine Anpassung beim Fahrerplatz. Für diesen wurde ein gepanzerter Erker mit Winkelspiegel und einer nach oben öffnenden Luke konstruiert. Die rechts neben dem Fahrererker liegende Öffnung wurde mit einer angeschrägten, horizontalen Panzerplatte verschlossen. Gemeinsam mit dem Jagdpanzer IV wurde der Daimler-Entwurf bei einer Konferenz der Reichsführung am 16. und 17. Dezember 1943 präsentiert und verabschiedet.

## Produktion
Der Panzeraufbau konnte nach kleineren Änderungen auf das Fahrgestell des Panzer IV gesetzt und damit die Produktion von Sturmgeschützen nahezu aufrechterhalten werden.
Vom StuG IV wurden von Ende Dezember 1943 bis zum Kriegsende 1141 Stück neu produziert. Bis auf die ersten 30 Fahrzeuge, bei denen ein bei Alkett gefertigter Aufbau auf einem Panzer-IV-Fahrgestell aus dem Nibelungenwerk verwendet wurde, wurden alle folgenden Fahrzeuge vollständig im Grusonwerk (Fried. Krupp Grusonwerk AG in Magdeburg-Buckau) gefertigt.
Die Fahrzeuge wurden mit folgenden Fahrgestell-Nummern gebaut: 89324–89382 (Alkett, Fahrgestelle vom Nibelungenwerk) und 100001–101111 (Krupp-Grusonwerk).
Übersicht über die monatliche Fertigung
| Produktionszahlen des Sturmgeschütz IV |         |         |         |         |         |        |         |         |         |         |         |         |         |         |         |         |         |        |
| Monat                                  | Dez. 43 | Jan. 44 | Feb. 44 | Mrz. 44 | Apr. 44 | Mai 44 | Jun. 44 | Jul. 44 | Aug. 44 | Sep. 44 | Okt. 44 | Nov. 44 | Dez. 44 | Jan. 45 | Feb. 45 | Mrz. 45 | Apr. 45 | Gesamt |
| Stückzahl                              | 30      | 78      | 136     | 87      | 91      | 95     | 90      | 90      | 70      | 56      | 84      | 80      | 49      | 46      | 18      | 38      | 13      | 1141   |

## Technische Beschreibung
Beim StuG IV handelt es sich um den leicht modifizierten Aufbau des Sturmgeschützes III Ausf. G auf dem Fahrgestell des Panzers IV. Wie beim StuG III kam die 7,5-cm-StuK 40 L/48 zum Einsatz.
Zur Infanteriebekämpfung stand wie beim StuG III ein Maschinengewehr MG 42/MG 34 zur Verfügung. Das MG konnte als Luftabwehrwaffe oder zur Infanteriebekämpfung eingesetzt werden, es hatte einen Panzerschild. Spätere Versionen des Sturmgeschützes IV hatten ein von innen unter völligem Panzerschutz bedienbares MG.
An Munition wurde mitgeführt: Munition: 63 Granaten 75 mm und 600 Patronen 7,92 mm.

## Einsatz
Erwähnenswert ist die Tatsache, dass Generaloberst Guderian das Sturmgeschütz IV als ausreichend für alle Aufgaben erachtete und zum Beispiel von dem Wert des Panzers IV/70, einem ähnlichen Fahrzeugtyp, nicht überzeugt war.

## Erhaltene Exemplare

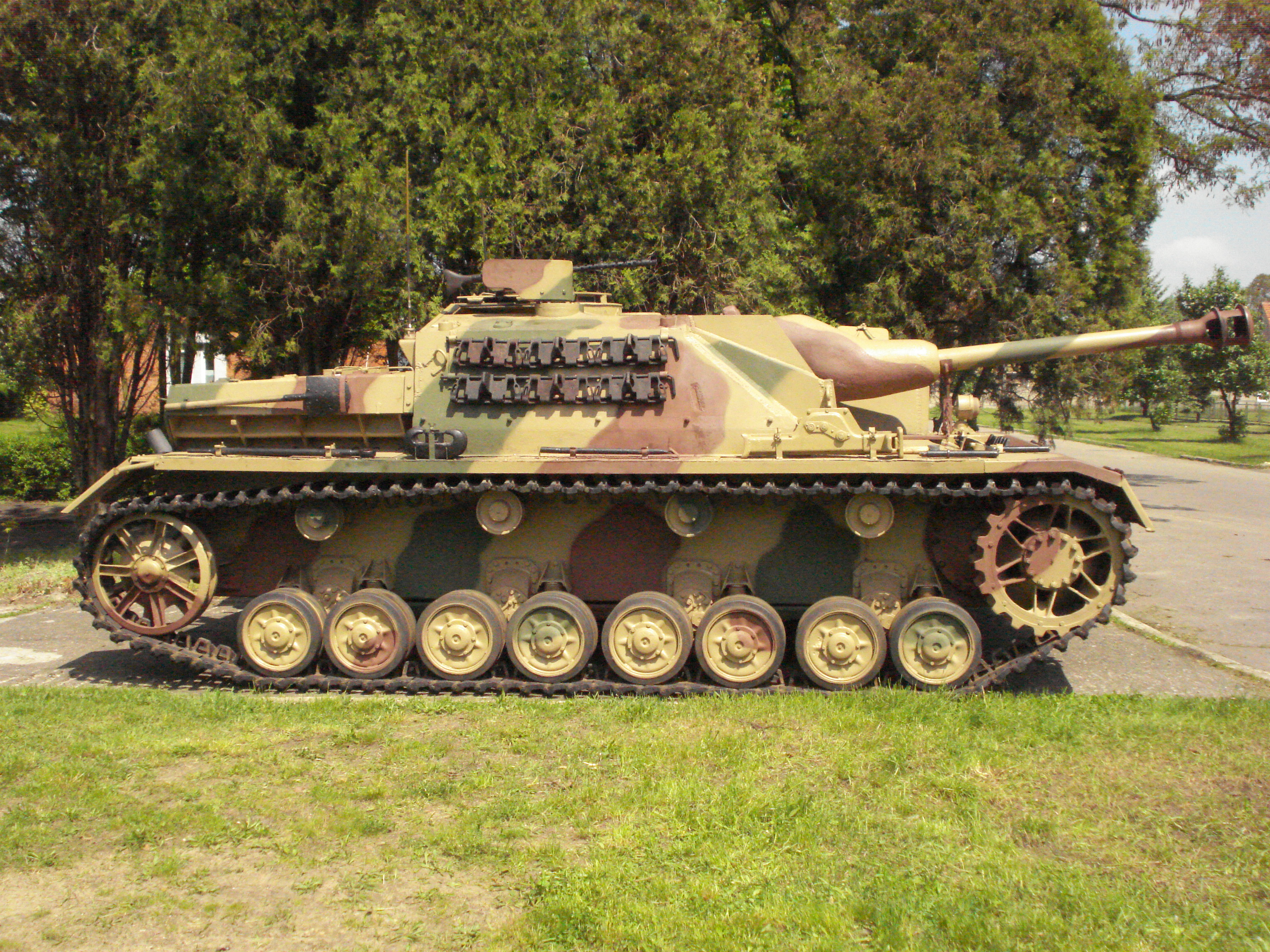
Seitenansicht

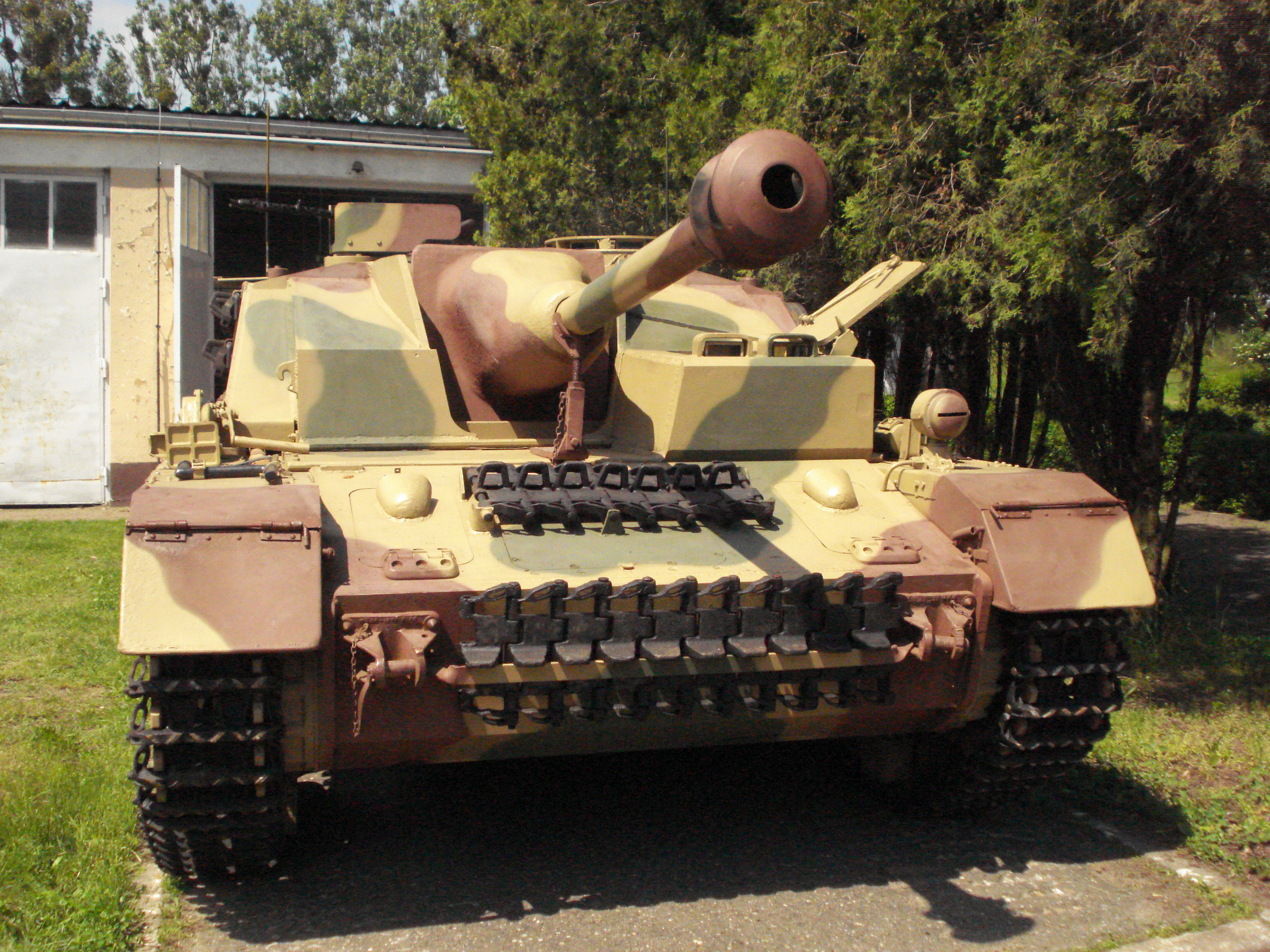
Frontansicht

Es sind soweit bekannt nur vier Sturmgeschütze IV erhalten.
Ein StuG IV wurde 1999 in der Nähe von Bydgoszcz (Bromberg) ausgegraben und befindet sich im „Orzeł-Biały“-Museum im polnischen Skarżysko-Kamienna. Es wird zurzeit (Stand Juli 2018) nicht ausgestellt, sondern befindet sich mit Hilfe der Teile anderer Fahrzeuge immer noch im Prozess der Restaurierung.
Ein zweites Exemplar wurde 2006 und 2008 in der Nähe von Posen auf dem Grund eines Flusses gefunden und konnte wieder fahrfähig gemacht werden. Es befindet sich dort im „Muzeum Broni Pancernej CSWL“.
Ein drittes Exemplar wurde 2009–2010 in Russland gefunden. Die Hülle konnte mit Teilen anderer Fahrzeuge rekonstruiert werden und ist heute im „Vadim Zadorozhny“-Museum in Archangelskoje zu besichtigen.
Das vierte Fahrzeug wurde 2011 aus einem Sumpf in Lettland geborgen und ebenfalls unter Verwendung der Teile anderer Fahrzeuge rekonstruiert. Es ist nun Teil der Ausstellung im Militärfahrzeugsmuseum des Hotels Sventes Muiža (Svente, Lettland).

## Einzelnachweise

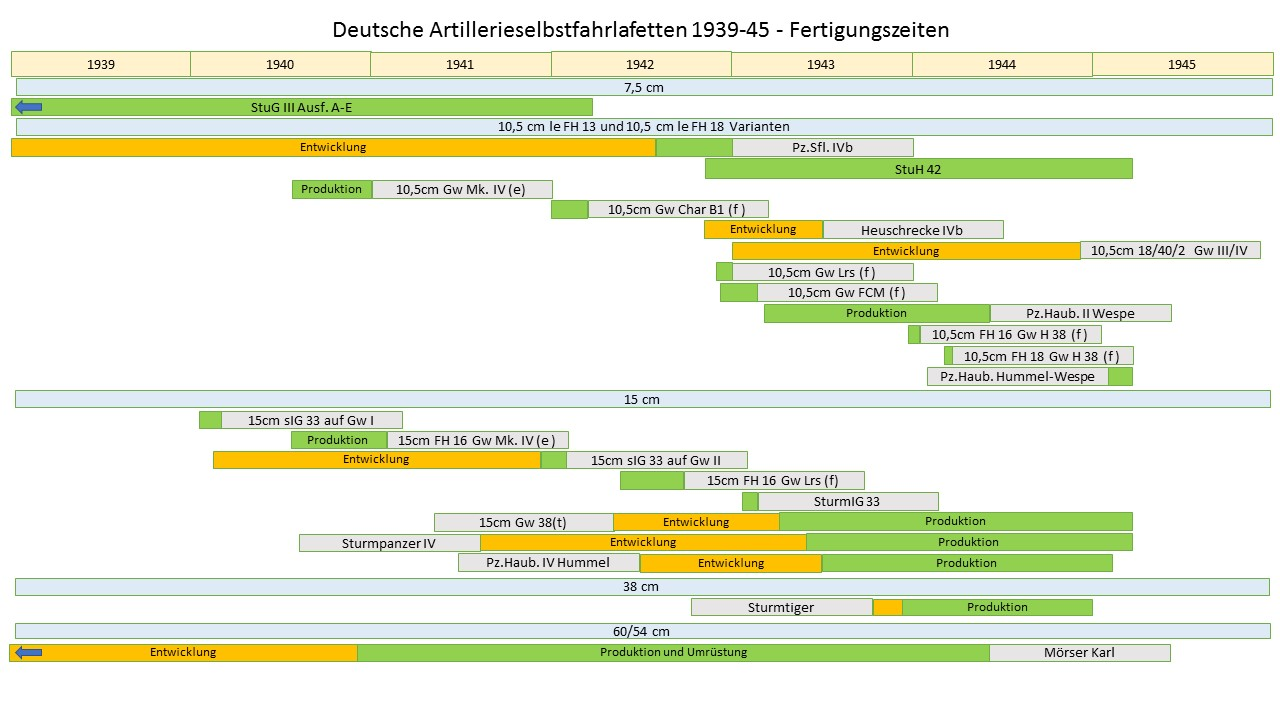